# Paul Mahoney
Sir Paul John Mahoney KCMG (* 6. September 1946 in London) ist ein britischer Jurist, Richter und ehemaliger Präsident des Gerichts für den öffentlichen Dienst der Europäischen Union (EuGD).

## Leben
Er studierte Jura an der University of Oxford und am University College London. Von 1974 bis 1990 war er in der Verwaltung des Europäischen Gerichtshofs für Menschenrechte tätig. Anschließend wechselte er für drei Jahre als Personalleiter zum Europarat. 1993 kehrte er in die Verwaltung des Europäischen Gerichtshof für Menschenrechte zurück. 2001 wurde er zum Kanzler des Gerichtshofs ernannt.
Mahoney wurde am 6. Oktober 2005 zum Richter und ersten Präsidenten des neugegründeten Gerichts für den öffentlichen Dienst der Europäischen Union ernannt. Seine Amtszeit endete am 6. Oktober 2011. Am 27. Juni wurde er zum Richter am Europäischen Gerichtshof für Menschenrechte gewählt. Dieses Amt trat er am 1. November 2012 an. 2016 ging er in den Ruhestand. Sein Nachfolger als Vertreter Großbritanniens bei EGMR wurde Tim Eicke.